# Guillermo Páez
Guillermo Alejandro Páez Cepeda (* 18. April 1945 in Santiago de Chile) ist ein ehemaliger chilenischer Fußballspieler und späterer -trainer. Mit dem CSD Colo-Colo kam der defensive Mittelfeldspieler ins Finale der Copa Libertadores 1973. Mit der Nationalmannschaft Chiles nahm Loco, wie er auch genannt wurde, an der Fußball-Weltmeisterschaft 1974 teil.

## Spielerkarriere

### Verein
Guillermo Páez spielte in der Jugend des CD Universidad Católica, wo er auch zum Profi wurde. Danach spielte er für San Antonio Unido, Coquimbo Unido und Lota Schwager, ehe er zum Spitzenklub CSD Colo-Colo wechselte. 1972 gewann er die Meisterschaft mit den Albos. Bei der Copa Libertadores 1973 erreichte Guillermo Páez das Finale des Wettbewerbs, unterlag dort aber im Entscheidungsspiel dem argentinischen Titelverteidiger CA Independiente mit 1:2 nach Verlängerung, nachdem Hin- und Rückspiel des Finales ebenfalls Unentschieden endeten. 1974 gewann er die Copa Chile. 1976 ging Páez zu Deportes Aviación und spielte noch für Santiago Morning, die Santiago Wanderers und beendete 1982 seine Karriere bei Talagante Ferro.

### Nationalmannschaft
In der chilenischen Nationalmannschaft gab Guillermo Páez im Januar 1972 gegen Mexiko sein Länderspieldebüt. Weitere Länderspiele und Qualifikationsspiele zur Fußball-Weltmeisterschaft 1974 folgten in den beiden Folgejahren. Der Mittelfeldspieler wurde für die Weltmeisterschaft 1974 nominiert, bei der er alle drei Gruppenspiele bestritt. Chile schied nach der Niederlage gegen Deutschland und den beiden Unentschieden gegen die DDR und Australien als Gruppendritter aus dem Turnier aus. Das 0:0-Unentschieden gegen Australien im letzten Gruppenspiel war zugleich das letzte Länderspiel von Páez.

## Trainerkarriere
Nach seiner aktiven Karriere trainierte Guillermo Páez verschiedene chilenische Klubs, beginnend 1984 mit Santiago Morning. Seine Trainerkarriere beendete er 2011 bei Deportes Melipilla. Sowohl Santiago Morning als auch Deportes Melipilla trainierte Páez mehrmals in seiner fast 30-jährigen Trainerlaufbahn.

## Erfolge
Lota Schwager
- Meister der Segunda División: 1969

Colo-Colo
- Chilenischer Meister: 1972
- Chilenischer Pokalsieger: 1974

## Sonstiges
Sein jüngerer Bruder Juan ist ebenfalls Profifußballspieler.